# Singidunum

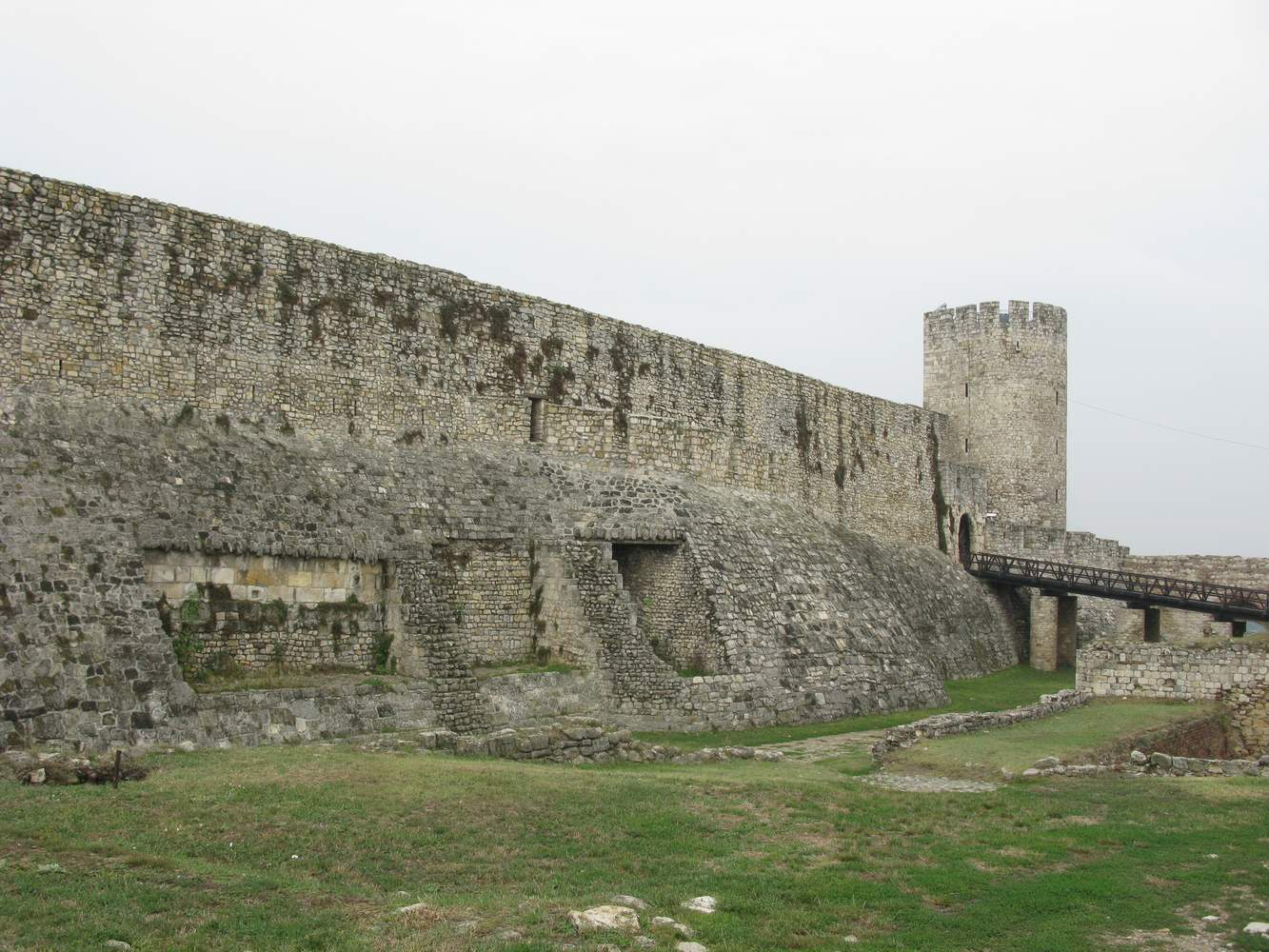
Pozostałości rzymskiego castrum

Singidunum – osada celtycka, a następnie warownia i municypium starożytnego Rzymu, zlokalizowane na prawym brzegu Dunaju. Współcześnie w granicach miasta Belgrad, stolicy Serbii.

## Czasy przedrzymskie
Tereny nad Dunajem w rejonie ujścia Sawy były zamieszkiwane jeszcze w paleolicie. Stworzenie Singidunum przez celtyckie plemię Skordysków datuje się na III wiek p.n.e. – ufortyfikowana osada pod nazwą Singidun została odnotowana w tym miejscu w 279 roku p.n.e. Nazwę wywodzi się od z języka celtyckiego oraz z nazewnictwa plemion Traków zamieszkujących te tereny przed Celtami.

## Pod panowaniem Rzymu

### Przed podziałem cesarstwa

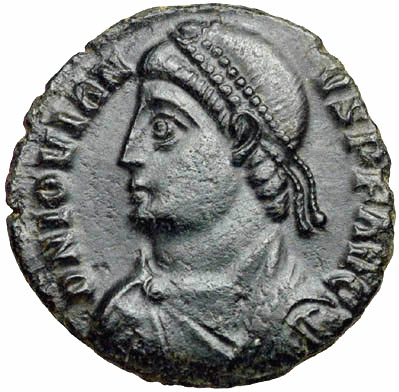
Moneta z wizerunkiem cesarza Jowiana

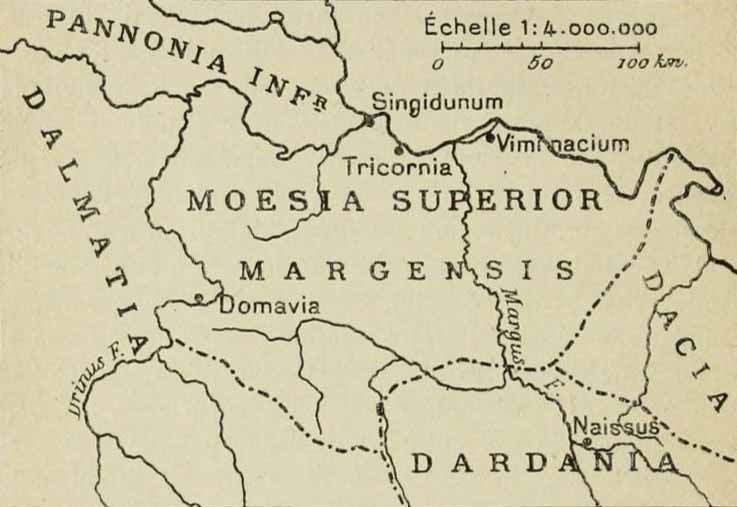
Singidunum na mapie prowincji Mezja Superior

Rzymski IV Legion Flavia rozpoczął podbój terenów w rejonie Singidunum w I wieku p.n.e. w ramach walk ze Skordyskami oraz z Dardanami i Dakami, a w 75 r. p.n.e. Gajusz Skryboniusz Kurion dotarł do Dunaju na terenie obecnej Serbii. Wkrótce Singidunum stało się jednym z głównych ośrodków Mezji – prowincji rzymskiej.
Miasto, położone między Sirmium (dziś Sremska Mitrovica) i Viminacium (współcześnie Kostolac), było jednym z kluczowych ośrodków zbrojnych na Via Militaris (Via Singidunum) – drodze rzymskiej, łączącej Europę Środkową z Konstantynopolem.
Cesarz Hadrian nadał miastu status municipium w połowie II wieku n.e. Ok. 331 roku w Singidunum przyszedł na świat cesarz rzymski Jowian.

### Pod panowaniem Bizancjum
Po podziale Cesarstwa Rzymskiego w 395 roku miasto znalazło się na pograniczu Cesarstwa wschodniorzymskiego. W późniejszych wiekach miasto wielokrotnie wychodziło spod panowania Bizancjum, zmieniając przynależność państwową bądź będąc zdobywanym i łupionym, m.in. przez Hunów, Sarmatów, Gepidów i Ostrogotów.
W 510 Cesarstwo Bizantyńskie odzyskało zwierzchność nad Singidunum, fortyfikacje zostały odbudowane przez cesarza Justyniana. Utracone przejściowo na rzecz Awarów w 584 roku. Następnie było wykorzystywane przez cesarza Maurycjusza; utracone ostatecznie na początku VII wieku.

## Ekspansja Słowian
Od początku VII wieku rejon Singidunum był terenem ekspansji plemion słowiańskich – Sklawinów, Antów, a następnie Serbów z państwa Samona pod wodzą nieznanego księcia. W IX wieku Singidunum w nowych warunkach zaczęło być znane pod nową nazwą Belgrad.

## Współcześnie
Pozostałość Singidunum mieści się w granicach osiedla administracyjnego Karaburma w dzielnicy Palilula. Nazwa została wykorzystana w 2005 roku przy tworzeniu prywatnego Uniwersytetu